# Cá giáp Pituri
Cá giáp Pituri (danh pháp khoa học: Pituriaspida) là một nhóm nhỏ ở cấp lớp, chứa các loài cá không hàm có giáp với mõm trông giống như mũi kiếm, sinh sống tại vùng biển, đồng bằng châu thổ cửa sông trong Trung Devon ở Australia (khoảng 390 Ma). Hiện tại, người ta chỉ biết hóa thạch của hai loài là Pituriaspis doylei và Neeyambaspis enigmatica tìm thấy trong một khu vực sa thạch ở bồn địa Georgina, Tây Queensland, Australia.
"Pituriaspida" thường được dịch sai thành "cá giáp [khiên] gây ảo giác", "Pituri" trên thực tế là một loại cụ thể của các chất gây ảo giác, được chế ra từ lá của các loài Duboisia và tro của Acacia, được các pháp sư thổ dân Australia sử dụng để tìm ảo giác. Người phát hiện ra Pituriaspida, tiến sĩ Gavin Young, đặt tên chi Pituriaspis theo tên của loại ma túy này, do trong khi kiểm tra mẫu vật đầu tiên, ông ngờ rằng mình đang bị ảo giác. Loài được nghiên cứu kỹ nhất - Pituriaspis doylei, trông rất giống như cá thuộc lớp cá giáp xương (Osteostraci), với khiên (giáp) đầu thuôn dài, cùng với mõm trông giống như mũi kiếm, làm cho chúng giống như mũi mác đang phóng ra. Neeyambaspis enigmatica có mõm ngắn và nhỏ hơn, và khiên đầu giống hình tam giác hơn, làm cho nó giống như chiếc đàn ghita được gắn thêm đuôi.

## Hình ảnh

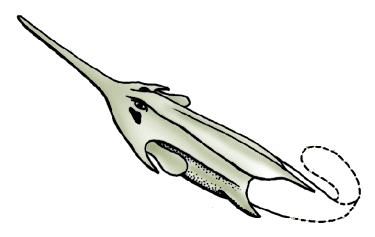